# Heinkel He 50

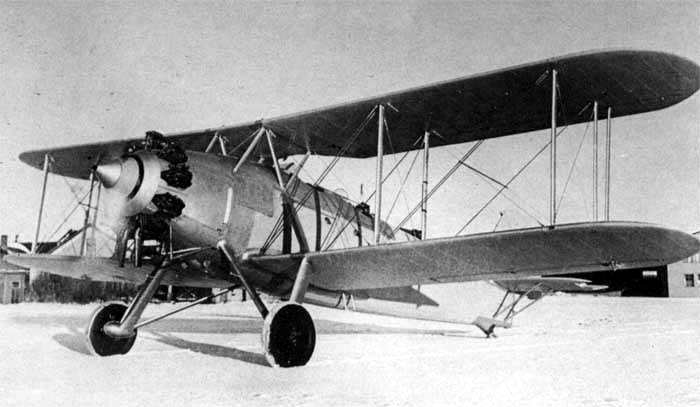
Heinkel He 50

De Heinkel He 50 was een Duits type duikbommenwerper uit de Tweede Wereldoorlog, oorspronkelijk ontworpen voor de Japanse Keizerlijke Marine in 1931 en werd door de Luftwaffe gebruikt tot het einde van de oorlog. Het vliegtuig werd ook gebruikt door China.